# Санта-Крус (острови)
Санта-Крус (англ. Santa Cruz Islands) — група островів в західній частині Тихого океану. Адміністративно входять до складу провінції Темоту меланезійської держави Соломонові Острови.

## Географія
Острови розташовані приблизно за 400 км на південний схід від архіпелагу Соломонові острови.
Вік островів Санта-Крус, що утворилися в результаті зіткнення Австралійської і Тихоокеанської плит, перевищує 5 млн років. Геологічно острова складаються з вапняку і вулканічного туфу. Найвища точка групи розташована на острові Ванікоро (924 м).
Загальна площа суші групи становить 747 км². Найбільшими островами є:
- Ванікоро (площа 173,2 км², чисельність населення - близько 800 осіб).
  -  Баніє [en]
  -  Теану [en] (Тева)
- Нендо (площа 505,5 км², найвища точка - 549 м, чисельність населення - близько 5000 чоловік).
- Утупуа (площа 69 км², найвища точка - 380 м, чисельність населення - близько 300 осіб).
- Мало

Найбільше місто острів ів Санта-Крус -  Лата , розташований на острові Нендо і є адміністративним центром провінції Темоту.

## Історія
Острови були відкриті  Альваро Менданья де Нейрою під час його другої тихоокеанської експедиції в 1595 році.
Під час  Другої світової війни, в 1942 році поблизу островів відбувся авіаційний бій між Японським імператорським флотом і флотом США.